# 山本邦山
山本邦山（1937年10月6日—2014年2月10日），滋賀県大津市人，音乐演奏家、作曲家。
1958年，毕业于京都外国語短期大学英語科。1993年，担任东京艺术大学教授。2002年，被评为“人间国宝”。2004年，获得紫綬褒章。2009年，获得旭日小綬章。2014年2月10日去世。有学生藤原道山。